# Амр ибн Лухайй
Амр ибн Луха́йй аль-Хуза́и (араб. عمرو بن لُحَيّ الخزاعي‎) — мекканец, предводитель арабского племени хузаа. Первый человек, который, согласно мусульманской традиции, извратил религию Авраама (ханифизм) и ввёл поклонение идолам в Мекке.
Считается, что Амр ибн Лухайй жил в III веке н. э. (согласно аш-Шахрастани, во времена правления Шапура II, то есть в IV веке н. э.) Он был предводителем племени хузаа и женился на дочери лидера джурхумитов Амра ибн аль-Хариса. Именно при Амре ибн Лухайй племя хузаа стало главенствующим в Мекке, сместив с этой позиции джурхумитов.
Согласно легенде, которую изложил Хишам ибн аль-Калби в своей «Книге об идолах», Амр ибн Лухайй однажды заболел и ему поведали о горячем источнике в местности Балка в Сирии. Он отправился туда и излечился от болезни. Там же он заметил, что местные жители поклоняются идолам и молятся им о дожде или победе над врагами. Амр попросил этих людей дать ему идола, привёз его в Мекку и установил возле Каабы. Позднее поклонение идолам стало широко распространённым среди арабов.
Идолом, который привёз из Сирии Амр ибн Лухайй, был Хубал — бог луны в арабском языческом пантеоне. Согласно другим версиям, идола он привёз из Моава как подарок от амаликитян или из Месопотамии. Хубал стал главным идолом мекканских язычников доисламской эпохи, перед ним совершались ритуалы бросания жребия и гадания на стрелах. Этот идол был снесён и использовался как порог после того, как Мекка перешла в руки мусульман.
По преданию, Амр ибн Лухайй прожил 345 лет. Всего же он и его потомки правили в Мекке в течение пяти веков. На основе таких данных трудно с точностью определить временной промежуток, когда происходили вышеупомянутые события.